# 19. marec
19. marec je 78. dan leta (79. v prestopnih letih) v gregorijanskem koledarju. Ostaja še 287 dni.

## Dogodki
- 721 pr. n. št. – v Babilonu prvič zabeležijo opazovanje luninega mrka
- 1563 – Katarina Medičejska podpiše Amboiški edikt, ki naj bi končal versko nasilje v Franciji
- 1815 – Švica priznana kot nevtralna država
- 1920 – Senat Združenih držav Amerike drugič zavrne versajski sporazum
- 1921 – fašisti v Strunjanu z vlaka streljajo na otroke, pri čemer dva ubijejo, dva pohabijo in tri ranijo
- 1944 –
  - Rdeča armada prodre čez Dnester
  - nemška vojska zasede Madžarsko
- 1953 – prvi televizijski prenos podelitve oskarjev
- 1962 – v skladu z evianskimi sporazumi se prične premirje med Francijo in alžirskimi borci za neodvisnost
- 1965 – Edward Lee Spence med potapljanjem odkrije SS Georgiana, 102 let po potopu
- 1968 – Lyndon Baines Johnson podpiše zakon o odpravi zlate podlage
- 1970 – v Erfurtu se prvič po 2. svetovni vojni srečata vzhodnonemški predsednik vlade Willi Stoph in zahodnonemški kancler Willy Brandt
- 2011 – koalicijska letala Francije, Združenega kraljestva in ZDA začnejo z vojaškimi operacijami proti Gadafijevim silam v Libiji
- 2016 – na letališču Rostov na Donu strmoglavi Boeing 737-800 letalske družbe Flydubai let 981, v nesreči umre vseh 62 potnikov in članov posadke

## Rojstva
- 1206 – Gujuk, mongolski veliki kan († 1248)
- 1534 – José de Anchieta, španski jezuit, pesnik, dramatik, učenjak († 1597)
- 1601 – Alonso Cano, španski slikar, kipar, arhitekt († 1667)
- 1698 – Jean Calas, francoski trgovec († 1762)
- 1727 – Ferdinand Berthoud, švicarski urar († 1807)
- 1782 – baron Wilhelm von Biela, avstrijski častnik, ljubiteljski astronom († 1856)
- 1813 – David Livingstone, škotski misijonar, zdravnik, raziskovalec Afrike († 1873)
- 1818 – Petar Preradović, hrvaški pesnik († 1872)
- 1849 – Alfred von Tirpitz, nemški admiral († 1930)
- 1865 – William Morton Wheeler, ameriški entomolog († 1937)
- 1872 – Sergej Pavlovič Djagilev, ruski baletnik († 1929)
- 1873 – Johann Baptist Joseph Maximilian Reger, nemški skladatelj († 1916)
- 1900 – Frédéric Joliot-Curie, francoski fizik († 1958)
- 1905 – Albert Speer, nemški arhitekt, nacistični uradnik († 1981)
- 1906 –
  - Adolf Eichmann, nemški nacistični uradnik († 1962)
  - Ludvik Starič, slovenski motociklistični dirkač († 1989)
- 1919 – Leonard Joseph »Lennie« Tristano, ameriški pianist († 1978)
- 1928 – Hans Küng, švicarski katoliški teolog]
- 1943 – Mario Molina, mehiški kemik († 2020)
- 1947 – Glenn Close, ameriška filmska igralka
- 1949 – Valerij Leontjev, ruski pevec
- 1955 – Bruce Willis, ameriški filmski igralec
- 1960 – Sašo Hribar, slovenski satirik in radijski voditelj
- 1966 – Anja Rupel, slovenska pop pevka, radijska napovedovalka, novinarka

## Smrti
- 1205 – Konstantin XI. Laskaris, bizantinski cesar (* 1170)
- 1238 – Henrik I. Bradati, šlezijski vojvoda (* 1165)
- 1263 – Hugo iz Saint-Cherja, francoski dominikanski menih, biblicist (* 1200)
- 1279 – cesar Bing, zadnji cesar dinastije Song (* 1271)
- 1286 – Aleksander III., škotski kralj (* 1241)
- 1314 – Jacques de Molay, francoski plemič, templjar (* 1243)
- 1328 – Ana Habsburška, mejna grofinja Brandenburg-Salzwedela, vojvodinja Wrocława (* 1280)
- 1330 – Edmund Woodstock, angleški vojskovodja, 1. grof Kent, diplomat (* 1301)
- 1616 – Johannes Fabricij, nizozemski astronom (* 1587)
- 1687 – René Robert Cavelier, Sieur de La Salle, francoski trgovec, raziskovalec (* 1643)
- 1721 – Giovanni Francesco Albani - Klemen XI., papež italijanskega rodu (* 1649)
- 1790 – Džezajirli Gazi Hasan Paša,  osmanski general, veliki admiral in veliki vezir (* 1713)
- 1823 – Adam Kazimierz Czartoryski, poljski knez (* 1734)
- 1876 – Anna Baumbach, slovenska farmacevtka (* 1776)
- 1898 – João da Cruz e Sousa, brazilski pesnik (* 1861)
- 1930 – Arthur James Balfour, britanski predsednik vlade (* 1848)
- 1950 – Edgar Rice Burroughs, ameriški pisatelj (* 1875)
- 1973 – Jože Žitnik, slovenski kirurg onkolog (* 1906)
- 1976 – Stuart Cloete, južnoafriški pisatelj (* 1897)
- 1978 – Gaston Maurice Julia, francoski matematik (* 1893)
- 1984 – Mile Klopčič, slovenski pesnik (* 1905)
- 2008 – sir Arthur Charles Clarke, angleški pisatelj, izumitelj in futurolog (* 1917)

## Prazniki in obredi
- god sv. Jožefa - Jožefovo - praznik v Rimskokatoliški Cerkvi